# Neuschwanstein kastély
A Neuschwanstein kastély (németül: Schloss Neuschwanstein, magyarul Új Hattyúkő kastély) egy, a 19. században épült bajorországi kastély, egyike a legismertebb kastélyoknak. A Németország déli részén, Schwangau község területén található épületet II. Lajos, Bajorország királya építtette saját maga gyerekkori álmainak megvalósítására. Richard Wagner iránt érzett tisztelete és csodálata miatt a kastély egyes termeit és berendezését operáinak szereplőivel díszítette. Habár a fényképezés és a videófelvételek készítése nem engedélyezett a kastélyon belül, mégis ez Németország legtöbbet fényképezett épülete, valamint egyike az ország leglátogatottabb turistacélpontjainak. Az Alpsee felett emelkedik, a Pöllat-szurdok magányos szikláján épült kastély, amelyet II. Lajos bajor király 1869–1886 között épített: büszke, kecses tornyaival egy igazi kőből épült álom. Az uralkodó által építtetett többi kastéllyal együtt 2025-ben felkerült az UNESCO világörökség listájára.

## Története

### Kezdetek

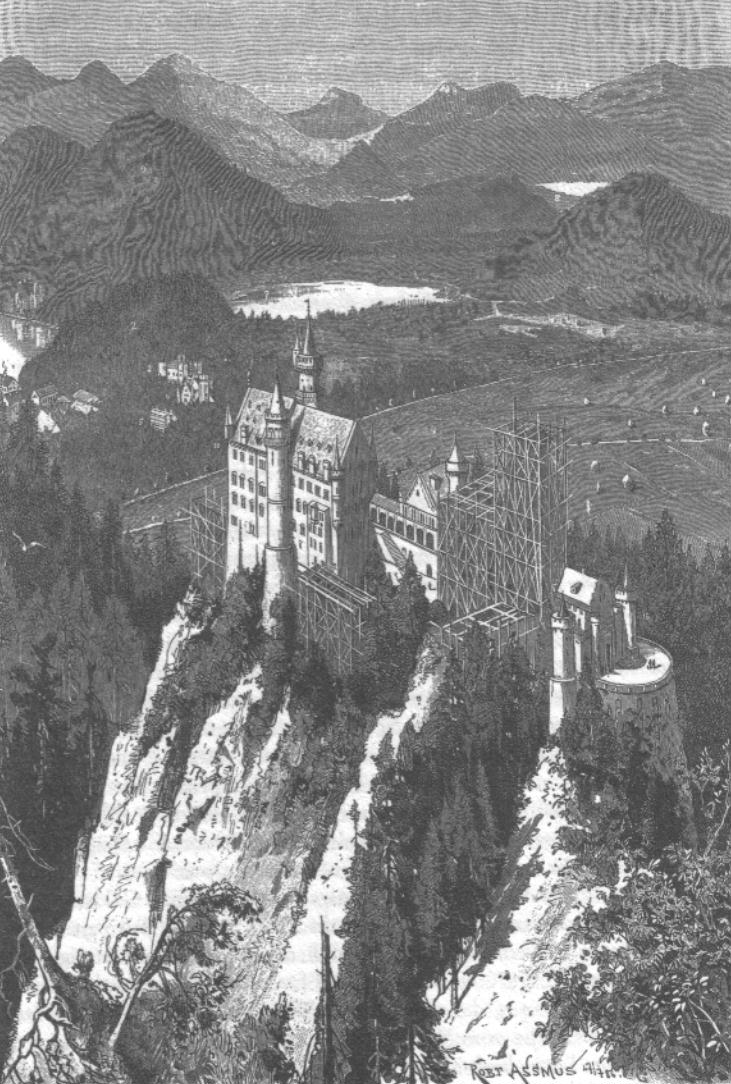
Az építkezés 1886-os állapota

A 19. század közepén II. Miksa, II. Lajos király édesapja szándékozott először újra felépíteni a romos Vorderhohenschwangau várát, ami a jelenlegi Neuschwanstein kastély helyén állt akkoriban. Lajos 1867-ben, a Poroszországgal vívott héthetes, vesztes háborúja után következett hosszabb, tehetetlen időszakában találkozott először apja ezen gondolatával, amikor munkát akart adni alattvalóinak. A kastély koncepcióját az egyik, Richard Wagnernek 1868. május 13-án írott levelében vázolja fel először:
„Szándékomban áll újraépíteni az öreg kastélyromot a Pöllat-szurdok mellett, Hohenschwangaunál, a germán lovagok régi várainak autentikus stílusában… gyönyörűbb helyet keresve sem találna senki, szent és megközelíthetetlen, méltó temploma lenne kedves barátom részére, ki megváltást és igaz áldást hozott e világra.”
Az épület alapkövét 1869. szeptember 5-én tették le. Neuschwansteint nem építész, hanem egy színházi díszlettervező, Christian Jank tervezte – ez jól magyarázza Ludwig szándékait és az elkészült épület lenyűgöző természetét. Az építészeti szakértelmet – ami a helyszín veszélyessége miatt nélkülözhetetlen volt – először a müncheni udvari építész, Eduard Riedel, majd később Georg Dollman és Leo von Klenze biztosította.
A kastélyt eredetileg „Új hohenschwangaui kastélynak” hívták (a király gyerekkori rezidenciája után), egészen a király haláláig; ezután az új neve: Neuschwanstein, Lohengrin, a Hattyú-lovag kastélya lett, Wagner azonos című operája nyomán. A kastély Schwanstein, a schwangaui lovagok székhelyének romjaira épült, akik a hattyút választották jelképüknek.
Neuschwanstein építését befejezték, amikor 1886-ban egy állami küldöttség Bernhard von Gudden pszichiáter professzor vezetésével a kastélyban őrültnek nyilvánította, majd letartóztatta a királyt, aki szinte önuralmát vesztve vonta kérdőre von Guddent: „Mi alapján jelenti ki, hogy őrült vagyok? Hisz még meg sem vizsgált!” A királyt ezután a bergi kastélyba vitték, majd letartóztatása után három nappal, 1886. június 13-án holtan találták a Starnbergi-tó sekély vizében von Guddennel, az őt vizsgáló pszichiáterrel együtt. Halálának pontos körülményei a mai napig tisztázatlanok.

### A kastély

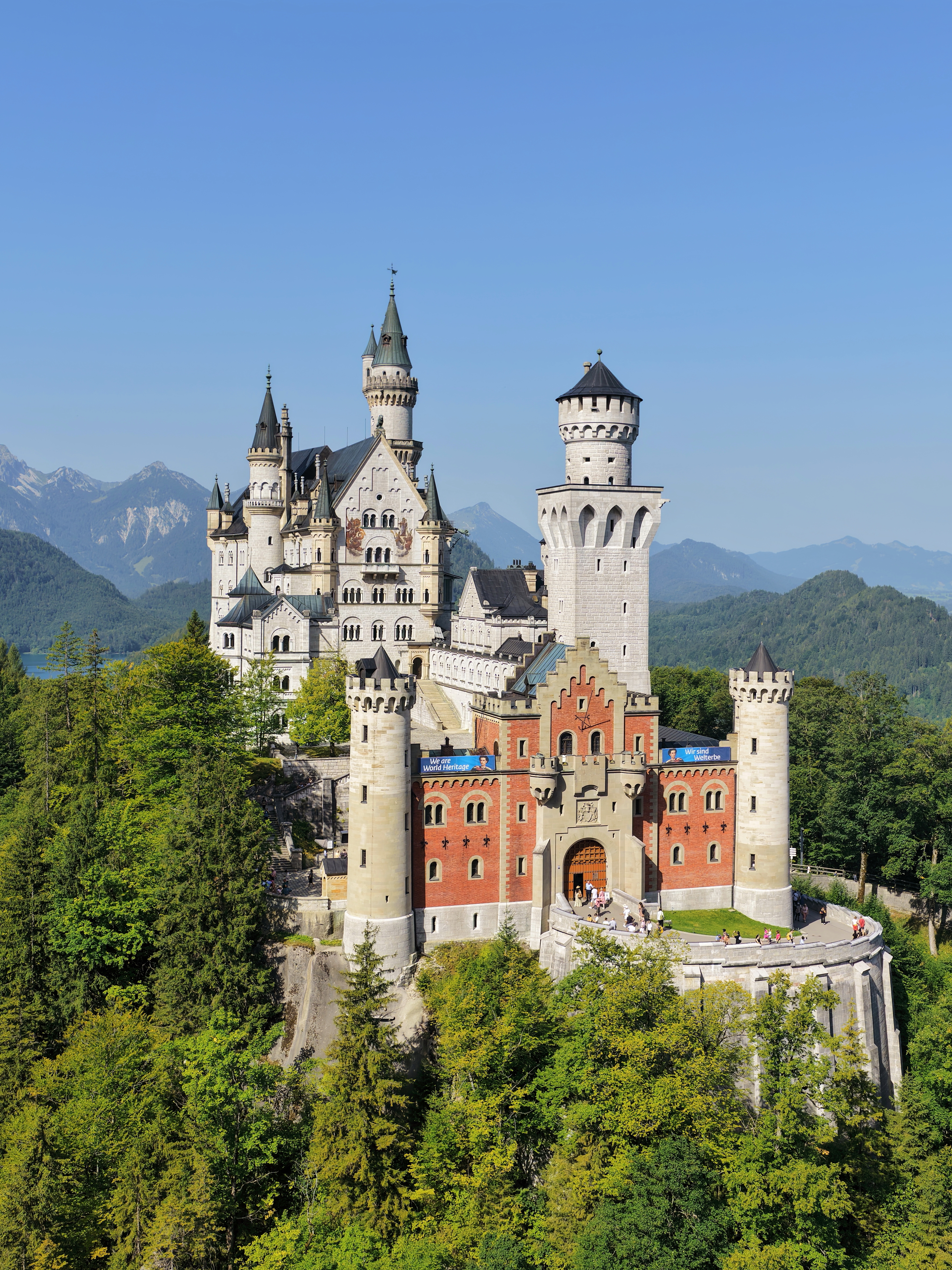
A Neuschwanstein kastély keleti nézete

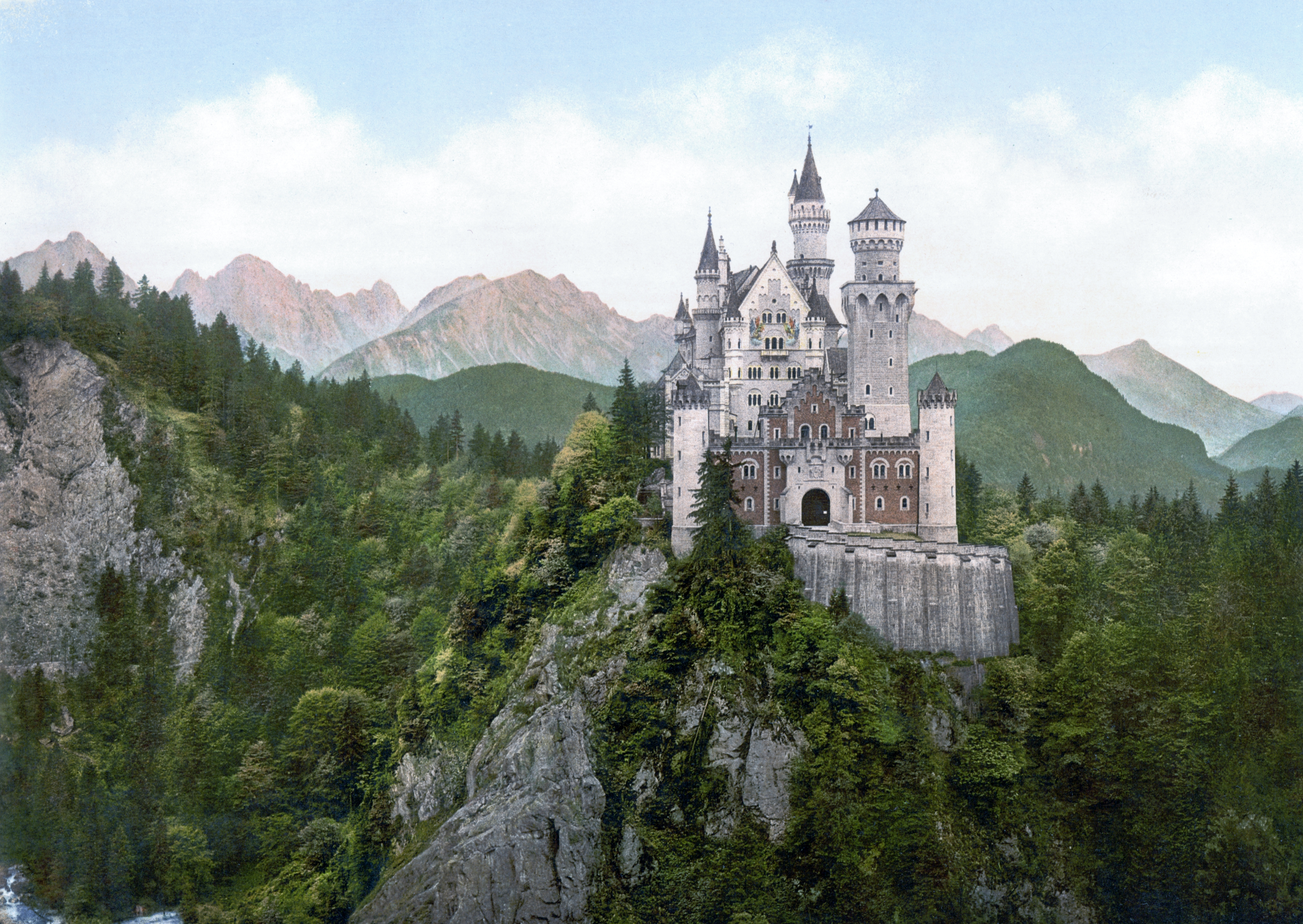
Egy 1890-es fotokróm kép a kastélyról

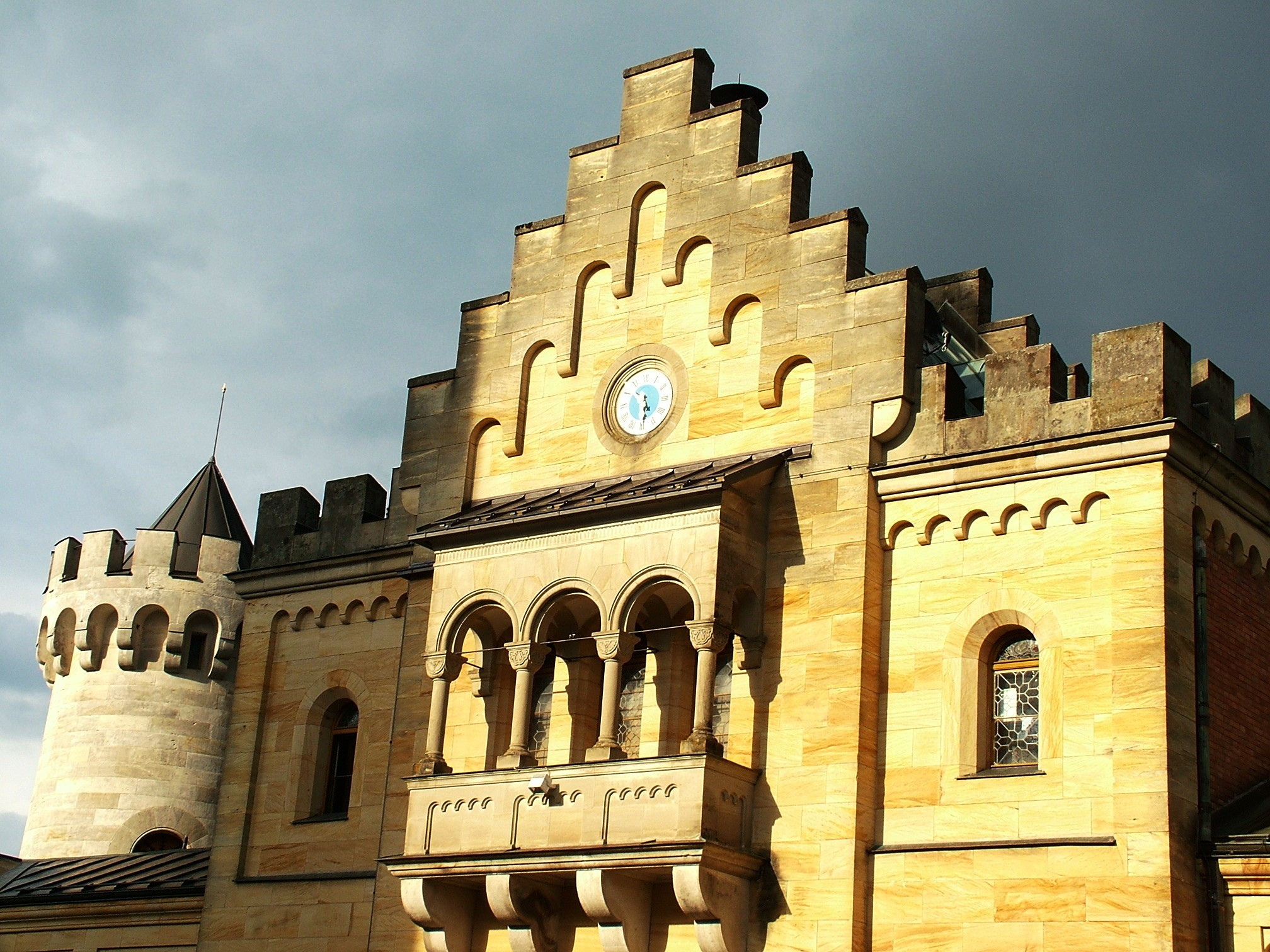
A kastély belső homlokzata

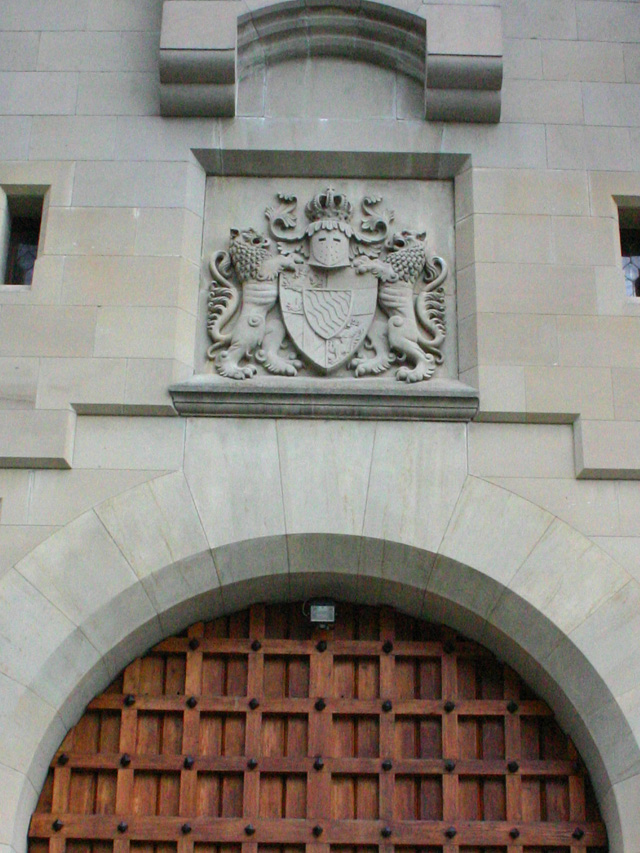
II. Lajos címerpajzsa a kastély bejárata fölött

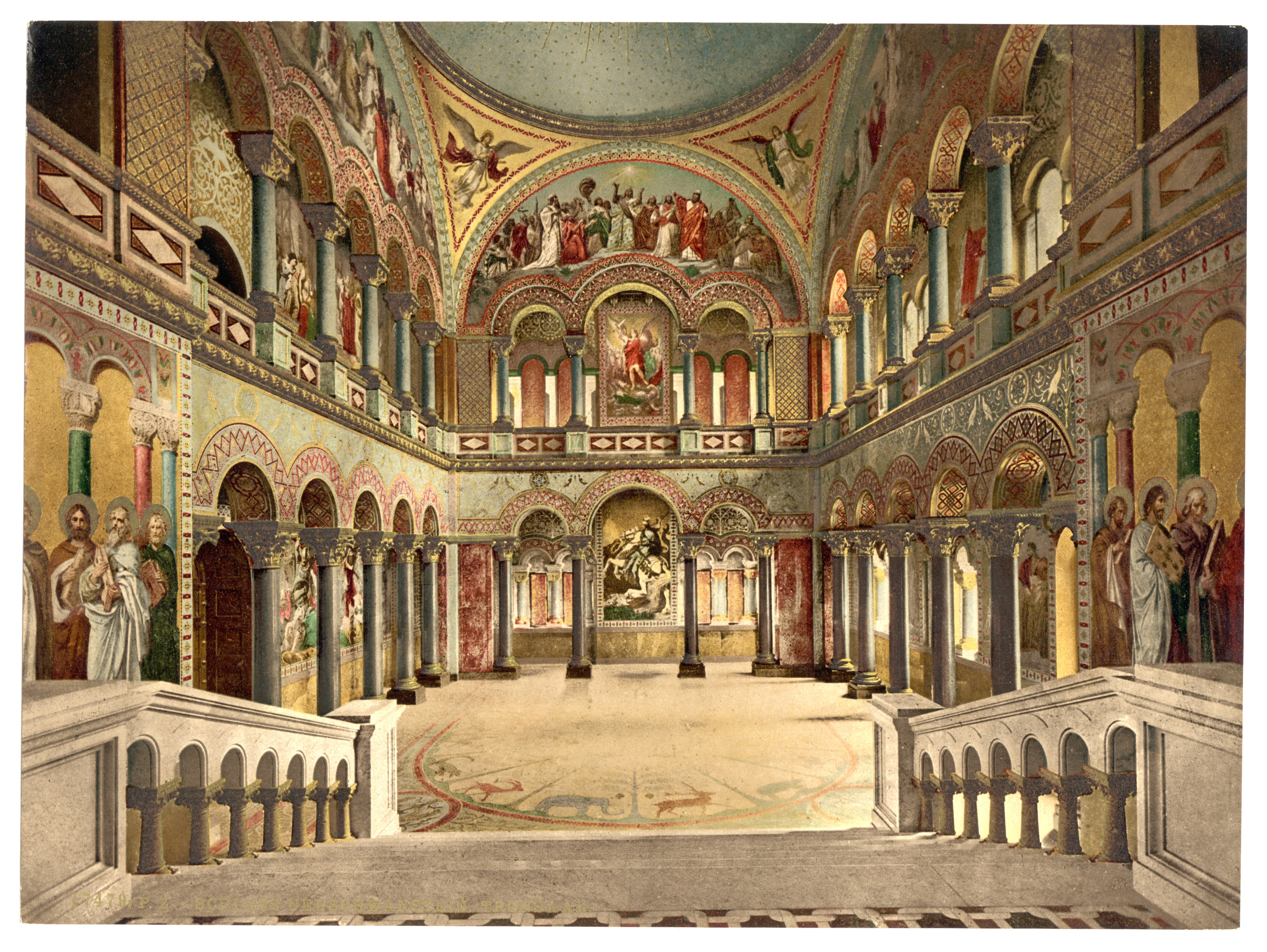
A trónterem egy századfordulós képeslapon (színes fotolitográfia)

A különféle építészeti stílusokat ötvöző várkastély fő kapujához meredek, szűk út vezet, a külső falak tornyaiba csigalépcsőkön lehet feljutni. A kastély része többek között egy kapuház, egy, az előkelő hölgyek részére épített lakórész, a király lakhelye, egy négyzet alapú torony, és a nyugati végén két toronnyal szegélyezett Palas, a fellegvár. A látvány kifejezetten teátrális, mind kívül, mind belül. A berendezés és dekoráció román, mór, gótikus, bizánci és barokk jegyeket hordoz magán. A király hatása mindenhol érezhető, maga is lelkesen részt vett a tervezésben és a díszítésben. Példaként felhozható az egyik, a fellegvárban található, Lohengrint ábrázoló freskóra tett megjegyzése (vagy parancsa):
„A Felség óhaja… a hajó legyen távolabb a parttól, így Lohegrin nyaka kevésbé kell megdőljön; a hajótól a hattyúig húzódó lánc ne rózsákból, hanem aranyból legyen; végezetül, hogy a kastély stílusa maradjon középkori.”
A kastélyban található még egy barlangszerűen kialakított szoba (a Grotto) és egy titkos, öblíthető toalett a fő hálószobában, melybe vízvezeték szállítja a vizet.
A fellegvárban található a trónterem, Lajos lakrésze, az énekesek terme és a Grotto. A díszítés mindenhol az ismert német legenda főhősének, Lohengrinnek, a Hattyú-lovagnak hódol. Hohenschwangauban, ahol Lajos fiatalkorának javát töltötte, szintén vannak ezen mondavilág alapján dekorált helységek. Richard Wagner több témát is innen vett operáihoz. Az egyik legpompázatosabb helyiség a gótikus stílusú királyi hálóterem: a nagyszerű freskókkal, festményekkel, mozaikokkal, faragványokkal díszített szobán mesteremberek és művészek tucatjai dolgoztak, csak az ágy elkészítése két (más feljegyzések szerint több mint öt) évig tartott. Mindazonáltal sok belső szoba díszítetlen maradt, az ötemeletes palotában 360 szoba található, amiből mindössze 14 készült el Lajos halála előtt.
Középkori külleme ellenére a Neuschwanstein kastély építése során nem nélkülözhette az akkori modern technológiákat – a kastély lenyűgöző strukturális teljesítmények összességének tekinthető. Gőzmotorok, elektromosság, fejlett szellőzés és fűtés mind-mind részei az épületnek.
II. Lajos a modern találmányok patrónusa volt, és úttörőnek számított az elektromosság Bajorország közéletébe való bevezetésében. Az ő kastélyai voltak az elsők, melyek elektromosságot és más, kényelmet szolgáló találmányt használtak. Lajos építkezései sok tudást és tapasztalatot igényeltek, több olyan mesterséget, melyek másképpen kihaltak volna; nagy számú kézművesnek, kőművesnek, vakolónak, dekoratőrnek stb. nyújtott munkát és jövedelmet.
A közeli, 45 m magas vízesés felett lévő szorost átölelő Mária-hídról (Marienbrücke) tekintve a kastély teljes pompájában látható (l. legfelső kép). Abban az időben a 93 m magasban ívelő híd, melyet a királyi család megbízásából 1866-ban épített a M.A.N. cég, technológiai mesterműnek számított. A szerkezet Lajos anyjáról, Mária bajor királynéról kapta a nevét.

## II. Lajos halála után
A kastély jelenleg Bajorország tulajdona, ellentétben Hohenschwangauval, amit Ferenc bajor herceg birtokol. Neuschwanstein mintául szolgált egy másik Wittelsbach-kastély, a ringbergi építésekor, valamint kortársa az alig idősebb sintrai (Portugália) Pena Palace-nak, melyet néha a portugál Neuschwansteinnek neveznek.

## Turizmus
A kastély látogatásához a parkolók közelében lévő jegyirodában van lehetőség a belépőjegyek megvásárlására. Mivel a látogatás kizárólag csoportosan lehetséges, itt kell eldöntenünk, hogy mely csoportba kérjük a jegyet. Az idegenvezetés ma már magyar nyelven is elérhető. A csoportok indulási időpontja rendkívül pontos, azt mindenképpen tartani kell, mert aki lemarad, az már nem tud bejutni és a jegy árát nem térítik vissza. A jegyirodából gyalog, vagy lovas kocsival lehet feljutni a kastély bejáratához, ami 30-40 perc. A kastélyon belül még több mint 160 lépcsőn való feljutással kell számolunk.
Ha már a jegyirodában vagyunk, mindenképpen érdemes megfontolni a közelben lévő Hohenschwangau kastély látogatását is, a jegyek ugyanott vásárolhatók meg. A jegy vásárláskor össze kell hangolni a két kastély látogatását, hogy a választott csoportot ne késsük le. Az ide való gyalogos feljutás kb. 15 perc.
A kastélyt évente kb. 1,5 millió ember látogatja. A kastélyigazgatóság jelezte, hogy ennél több látogató kezelése már nemigen lehetséges. A sok látogató, az alpesi klímával és a fénnyel kombinálva, az igazgatóság szerint nagyon megterheli a belső berendezést. Úgy tűnik, különös szerepe van ebben a látogatók által kilélegzett párának. Az igazgatóság kutatásokat kezdeményezett arról, miképp lehet ez ellen a káros hatás ellen védekezni.

## Megjelenése a tömegkultúrában
A kastély híresen meseszerű megjelenését többször is felhasználták. Neuschwanstein ihlette a Disneylandben található Csipkerózsika kastélyt, valamint Walt Disney ez alapján tervezte meg a Hamupipőke c. rajzfilmben látható épületet, mely alapján később a Hamupipőke kastély megépült. A kastély makettje a müncheni Miniland terepasztalán is megtalálható, de láthatjuk a németországi Legolandban is LEGO kockákból felépítve.
Neuschwanstein 2007-ben döntős volt A világ hét új csodája választáson.